# Sleater-Kinney
Sleater-Kinney ist eine US-amerikanische Indie-Rock-Band aus Olympia (Washington). Das Frauen-Trio bildete sich im Zusammenhang mit der Riot-Grrrl-Bewegung der 1990er-Jahre und gab im Juni 2006 seine Auflösung bekannt, fand aber später wieder zusammen. Der Name der Band bezieht sich auf die Sleater Kinney Road, eine Ausfahrt der US-Bundesautobahn 5 (I-5) zwischen den Städten Seattle und Portland.

## Geschichte
Sleater-Kinney wurde von Corin Tucker (Gesang, Gitarre) und Carrie Brownstein (Gitarre, Gesang) gegründet. Seit 1997 war Janet Weiss (von der Band Quasi) Schlagzeugerin. Brownstein war Mitglied der Queercore-Band Excuse Seventeen. Tucker spielte früher bei der Riot-Grrrl-Band Heavens to Betsy. Vor der Veröffentlichung ihres Debütalbums Sleater-Kinney auf dem Label Chainsaw Records (1995) hatten die Mitglieder der Band in verschiedenen anderen Formationen gespielt. Das erste Album wurde von den Kritikern positiv aufgenommen, ebenso wie die folgenden Veröffentlichungen Call the Doctor (1996, Matador Records) und Dig Me Out (Matador Records 1997). Dig Me Out ist ein dynamisches Rockalbum, dessen Texte einfach, dennoch vieldeutig und zielstrebig ansprechen. Dig Me Out brachte der Band Angebote von größeren Labels ein. Sleater-Kinney besannen sich jedoch auf ihre Wurzeln in der Szene-Community mit engem persönlichen Kontakt zum Publikum und lehnten ab. Das Nachfolgealbum The Hot Rock (1999, alle Matador Records/Kill Rock Stars) zeichnete sich durch eine größere musikalische Reife aus, konnte aber – ebenso wie die folgenden Alben All Hands on the Bad One und One Beat (beide Kill Rock Stars Records) – nicht an die Erfolge von Dig Me Out anschließen.
Die Band behielt immer einen starken Bezug zu ihren Wurzeln in der Independent-Musik und dem feministischen Gedankengut, das sie prägte. Dafür wurden sie von Le Tigre in dem Song Hot Topic als Impulsgeber der damaligen Frauenbewegung geehrt. Alle Alben seit Call the Doctor (1996) wurden auf dem Independent-Label Kill Rock Stars veröffentlicht, während ihr siebtes und vorerst letztes Album The Woods auf Sub Pop erschien.
Am 27. Juni 2006 verkündete die Band auf ihrer Homepage, dass das Projekt Sleater-Kinney für unbestimmte Zeit auf Eis gelegt würde.
Am 20. Oktober 2014 erschien eine neue Vinyl-Box Start Together mit allen sieben Alben der Band zuzüglich einer weißen 7-Inch-Schallplatte. Kurz darauf gaben sie ihre Wiedervereinigung bekannt und veröffentlichten am 20. Januar 2015 das Album No Cities to Love, das laut Online-Radiosender ByteFM den „songgewordenen Pamphleten für feminine Selbstbestimmung, Basisdemokratie und gegen die patriarchalischen gesellschaftlichen Strukturen“ eine Dimension von Kapitalismuskritik und sozialer Empathie hinzufügt.
Im Mai 2019 veröffentlichten sie Hurry On Home, Vorabsingle des Albums The Center Won’t Hold (2019), das im August erschien. Produzentin war Annie Clark (aka St. Vincent). Die Musikerinnen klingen darauf schroffer und spannungsreicher, sind Wagnisse eingegangen und haben sich laut Kritikern neu erfunden. Im Song Love steht als Kernzeile der Gedanke: „Es gibt nichts Furchteinflößenderes und Obszöneres, als einen vom Leben gezeichneten Körper, der verlangt, gesehen zu werden.“ Im Schluss-Song Broken schildert Corin Tucker ihre Emotionen angesichts der Anhörung von Christine Blasey Ford zu den Missbrauchsvorwürfen gegen den von Trump durchgesetzten US-Supreme-Court-Richter Brett Kavanaugh. Wenige Wochen zuvor gab allerdings die Schlagzeugerin Janet Weiss auf Twitter ihren bevorstehenden Bandausstieg bekannt. Im Frühjahr 2020 spielten Sleater-Kinney eine Europatournee, die sie auch nach Deutschland führte.
2024 erschien mit Little Rope das elfte Album der Band. Carrie Brownsteins Mutter und ihr Stiefvater starben während der Arbeit an dem Album bei einem Autounfall.

## Nach Sleater-Kinney
Gegenwärtig spielt Tucker in der Band Cadallaca mit Sarah Dougher. 2010 veröffentlichte sie mit der Corin Tucker Band das Album 1.000 Years. Janet Weiss spielte bis 2011 als Schlagzeugerin bei Stephen Malkmus and the Jicks, der Band des Pavement-Frontmannes Stephen Malkmus. Carrie Brownstein und Janet Weiss spielen seit 2010 mit Mary Timony (Helium) und Rebecca Cole (The Minders) in der Band Wild Flag. Brownstein wirkt zusammen mit Fred Armisen maßgeblich an der Comedy-Serie Portlandia mit, in der Corin Tucker auch mit einem Gastauftritt vertreten ist (als Bandmitglied von Echo Echo, Ep. 5/1). Brownstein hat außerdem eine wiederkehrende Rolle in der Fernsehserie  Transparent, in der sie eine Freundin der Hauptfigur Ali Pfefferman (gespielt von Gaby Hoffmann) verkörpert.

## Diskografie

### Alben
- Sleater-Kinney (1995)
- Call the Doctor (1996)
- Dig Me Out (1997)
- The Hot Rock (1999)
- All Hands on the Bad One (2000)
- One Beat (2002)
- The Woods (2005)
- No Cities to Love (2015)
- The Center Won’t Hold (2019)
- Path of Wellness (2021)
- Little Rope (2024)

### Kompilationen
- Start Together (2014)